# Jaszczułty
Jaszczułty – wieś w Polsce położona w województwie mazowieckim, w powiecie wyszkowskim, w gminie Długosiodło. Ma status sołectwa.
Od 1 stycznia 1973 do 31 grudnia 1974 w gminie Brańszczyk. 1 stycznia 1975 sołectwo Jaszczułty włączono do gminy Długosiodło.
| SIMC    | Nazwa   | Rodzaj  |
| ------- | ------- | ------- |
| 0509471 | Kozłowo | kolonia |

Wierni kościoła rzymskokatolickiego należą do parafii św. Rocha w Długosiodle.

## Historia
W latach 1921–1931 wieś leżała w województwie białostockim, w powiecie ostrołęckim, w gminie Brańszczyk.
Według Powszechnego Spisu Ludności z 1921 roku wieś zamieszkiwało 405 osób, 394 było wyznania rzymskokatolickiego, 1 prawosławnego a 10 mojżeszowego. Jednocześnie 404 mieszkańców zadeklarowało polską przynależność narodową a 1 rosyjską. Było tu 68 budynków mieszkalnych. Miejscowość należała do parafii rzymskokatolickiej w Długosiodle. Podlegała pod Sąd Grodzki w Ostrowi i Okręgowy w Łomży; właściwy urząd pocztowy mieścił się w Brańszczyku. 
W leżącej niedaleko na południe od wsi leśniczówce w dwóch budynkach zamieszkiwało 16 osób. 
W wyniku agresji III Rzeszy na Polskę we wrześniu 1939 wieś znalazła się pod okupacją niemiecką i do wyzwolenia weszła w skład dystryktu warszawskiego Generalnego Gubernatorstwa.